# Tadeusz Sadowski (1878–1904)
Tadeusz Władysław Marek Sadowski herbu Lubicz (ur. 25 kwietnia 1878 w Warszawie, zm. 11 lipca 1904), prawnik polski, adwokat.
W 1901 ukończył z wyróżnieniem Wydział Prawny Cesarskiego Uniwersytetu Warszawskiego. Wpisany niebawem na listę adwokatów, zajmował się głównie sprawami cywilistycznymi. Interesował się również prawem międzynarodowym. Opublikował w "Gazecie Sądowej Warszawskiej" obszerną rozprawę Zasady prawa międzynarodowego prywatnego i zastosowanie ich w dziedzinie spadkobrania (1903), był ponadto autorem drobnych artykułów z zakresu prawa handlowego.
Zginął w czasie wyprawy w Tatry, upadając z Giewontu. Pochowany na Cmentarzu na Pęksowym Brzyzku w Zakopanem
Był ciotecznym wnukiem pisarki Deotymy.